# Pont-sur-Meuse
Pont-sur-Meuse ist eine französische Gemeinde mit 132 Einwohnern (Stand 1. Januar 2022) im Département Meuse in der Region Grand Est (bis 2015 Lothringen); sie gehört zum Arrondissement Commercy und zum Gemeindeverband Communauté de communes de Commercy-Void-Vaucouleurs.

## Geografie
Pont-sur-Meuse liegt rund 48 Kilometer westnordwestlich von Nancy in der südlichen Hälfte des Départements Meuse an der Maas ganz im Westen des Regionalen Naturparks Lothringen. Im Gegensatz zu den meisten Gemeinden der Region sind nur kleine Teile der Gemeinde sind bewaldet.
Nachbargemeinden sind Mécrin im Nordwesten und Norden, Apremont-la-Forêt im Norden, Boncourt-sur-Meuse im Osten und Südosten, Lérouville im Süden sowie  Vadonville im Südwesten und Westen.

## Geschichte
Wie alle Orte der Gegend litt Pont-sur-Meuse im Mittelalter unter Konflikten. Die schlimmsten Verwüstungen richteten der Hundertjährige Krieg und der Dreißigjährige Krieg an. Der Name der heutigen Gemeinde wurde bereits im Jahr 1106 unter dem Namen Pons erstmals in einem Dokument erwähnt. Im Mittelalter lag die heutige Gemeinde in der Barrois non mouvant innerhalb der Grafschaft Apremont und gehörte zur Bailliage Saint-Mihiel. Von 1766 bis zur Französischen Revolution lag die Gemeinde im Grand-gouvernement de Lorraine-et-Barrois. Pont-sur-Meuse gehörte von 1793 bis 1801 zum District Commercy. Von 1793 bis 1801 war sie Teil des Kantons Vignot. Seit 1801 liegt sie im Kanton Commercy und ist dem Arrondissement Commercy zugeteilt.

## Bevölkerungsentwicklung
Die Einwohnerentwicklung ist untypisch für eine französische Landgemeinde. Normal ist die Entwicklung zwischen 1793 und 1851 mit einem starken Wachstum. Bis zum Ersten Weltkrieg gab es in der Gemeinde keine Landflucht. Wegen des Kriegsgeschehens sank die Bevölkerung zwischen 1911 und 1921 stark. Im Jahr 1962 war die Bevölkerungszahl so hoch wie 1921. Nach einem Bevölkerungsrückgang ist die Einwohnerzahl 2019 auf einen Tiefstand abgesunken.
| Jahr                       | 1962 | 1968 | 1975 | 1982 | 1990 | 1999 | 2006 | 2011 | 2019 |
| Einwohner                  | 182  | 165  | 144  | 150  | 154  | 145  | 142  | 142  | 127  |
| Quellen: Cassini und INSEE |      |      |      |      |      |      |      |      |      |

## Sehenswürdigkeiten
- Kirche Saint-Gérard
- Denkmal für die Gefallenen auf dem Dorffriedhof[1]
- zwei Wegkreuze an der Rue Haute im Westen und Osten des Dorfs

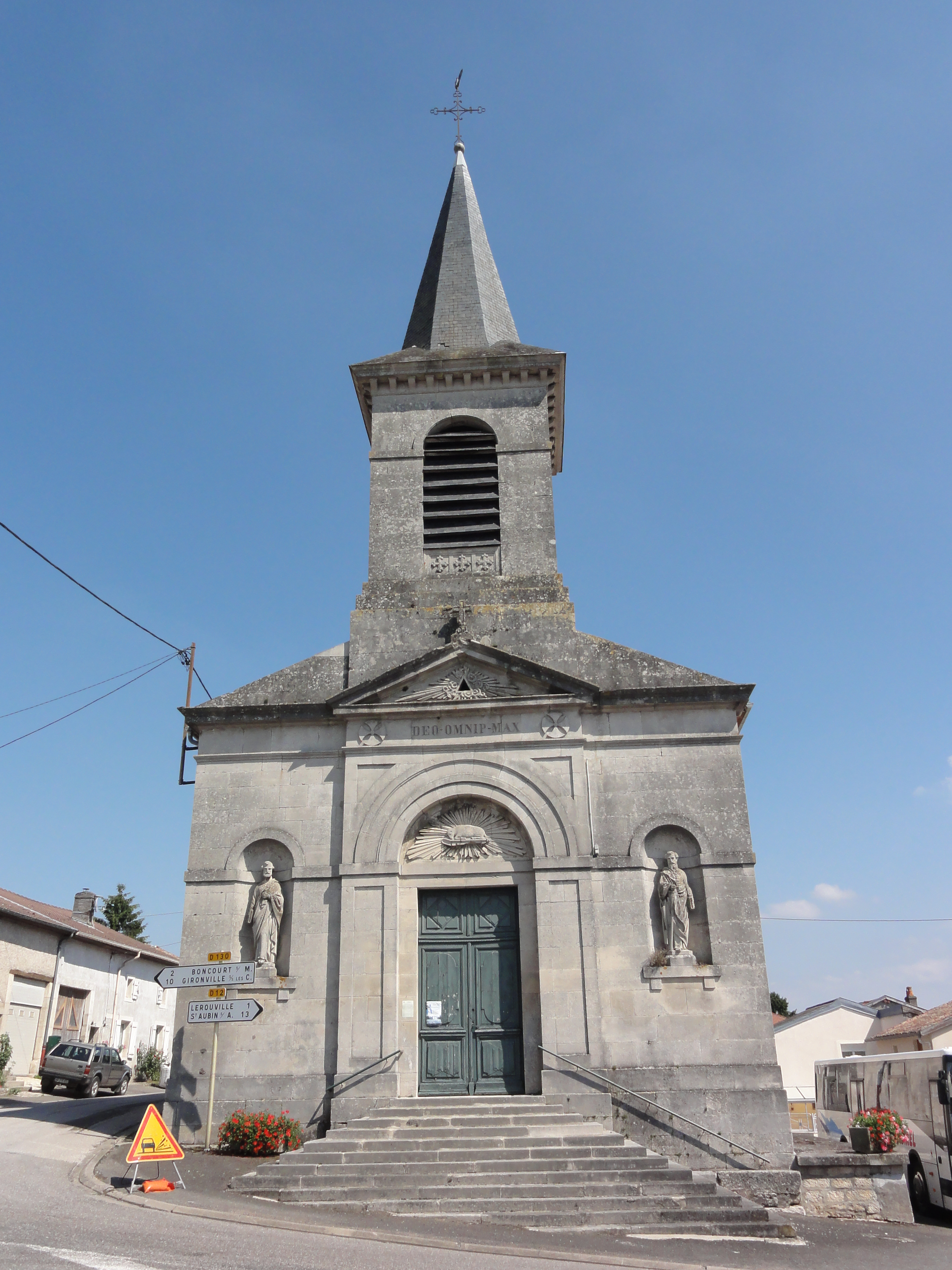
Kirche Saint-Gérard
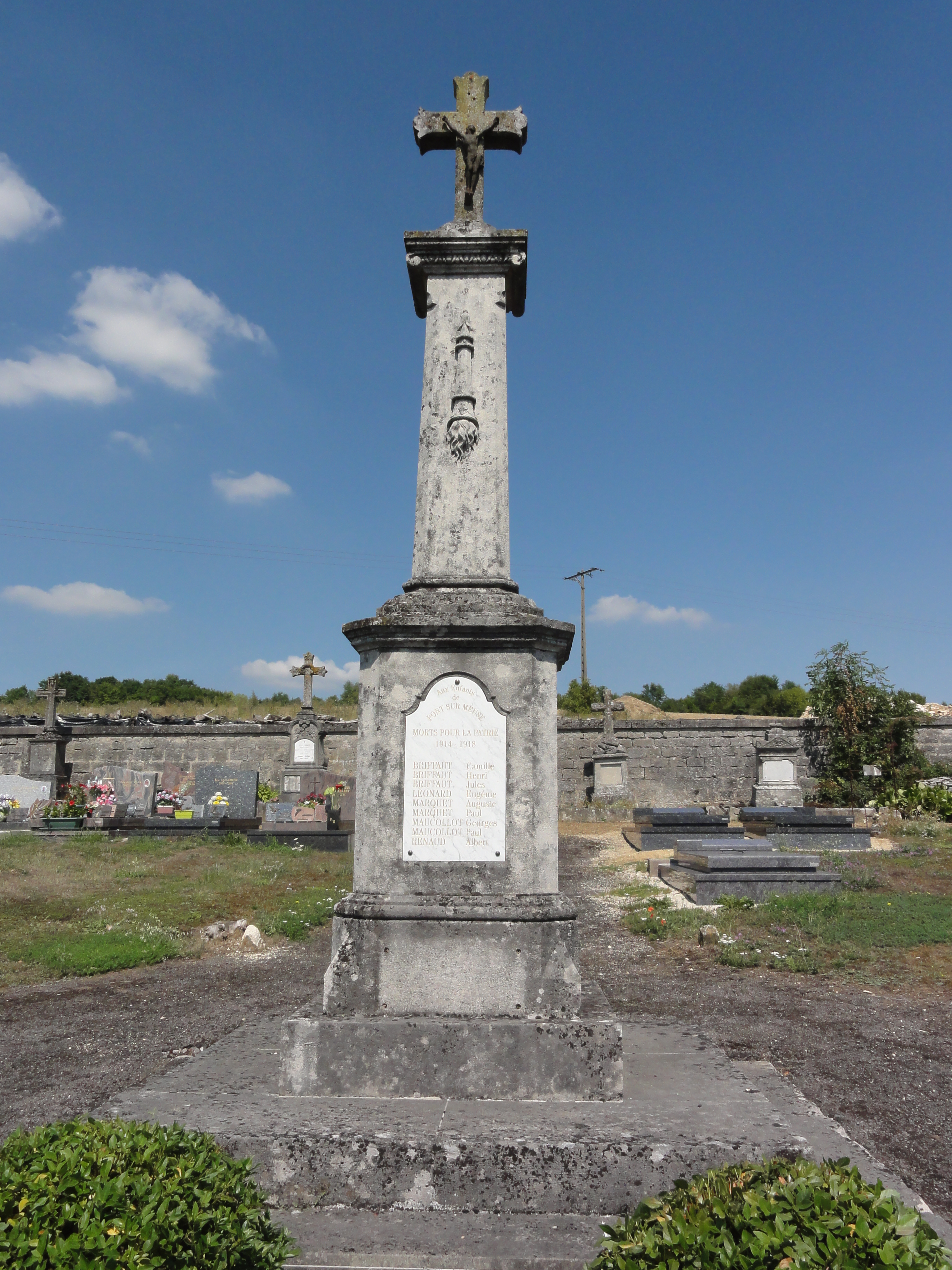
Denkmal für die Gefallenen
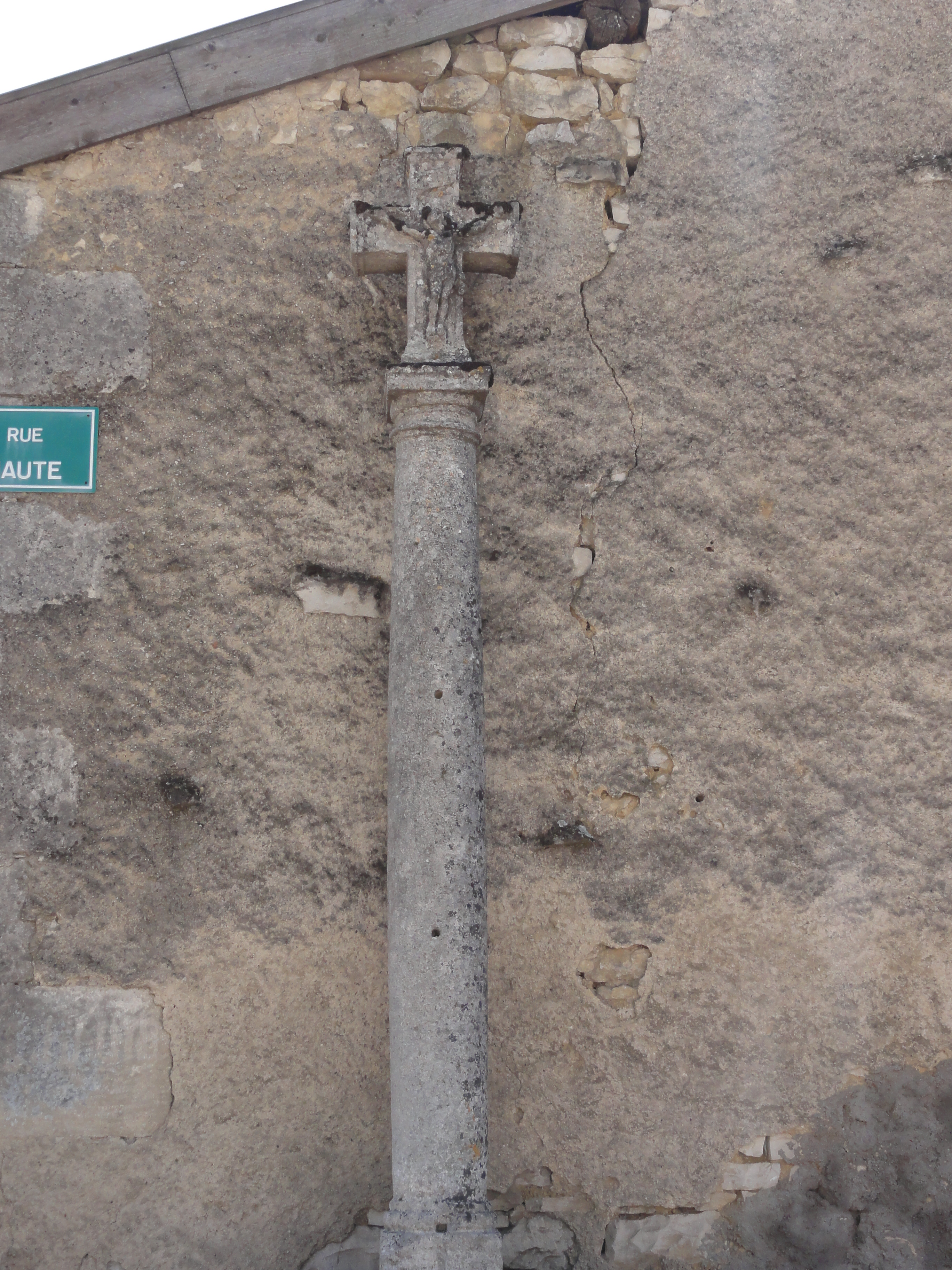
Wegkreuz an der Rue Haute

## Verkehr
Die Gemeinde befindet sich an der D12. Die westlich vorbeiführende D964 und die nur wenige Kilometer südlich verlaufende Route nationale 4 mit dem nächsten Anschluss in Saulvaux sind die wichtigsten überregionalen Verkehrsverbindungen für die Gemeinde.
Nächstgelegener Bahnhof ist Lérouville an den Bahnstrecken Paris–Straßburg und Lérouville–Metz in weniger als einem Kilometer Entfernung.